# De Juwelier (restaurant)
De Juwelier is een restaurant in Amsterdam. Bij de uitreiking van de Michelinsterren voor 2022 ontving het een ster.

## Locatie
Het restaurant is gelegen in het centrum van Amsterdam aan de Utrechtsestraat.

## Geschiedenis
De eetgelegenheid is de tweede zaak van de chef-koks Richard van Oostenbrugge en Thomas Groot. Ze zijn daarnaast eigenaar van 212 en Bistro de la Mer. Laatstgenoemde zaak is naast De Juwelier gelegen. Chef-kok is Yoran Jacobi. De zaak opende op 1 juni 2021.
Bij de uitreiking van de Michelinsterren voor 2022 werd de zaak onderscheiden met een ster. Daarnaast werd bij dezelfde uitreiking de chef van het restaurant  Yoran Jacobi ook onderscheiden met de Young Chef Award 2022. In 2024 kreeg de eetgelegenheid 15 van de maximaal te behalen 20 punten in de GaultMillau-gids. De Nederlandse gids Lekker plaatste het restaurant in 2023 op plaats 70 van de 100 beste restaurants in Nederland.